# Hüntel

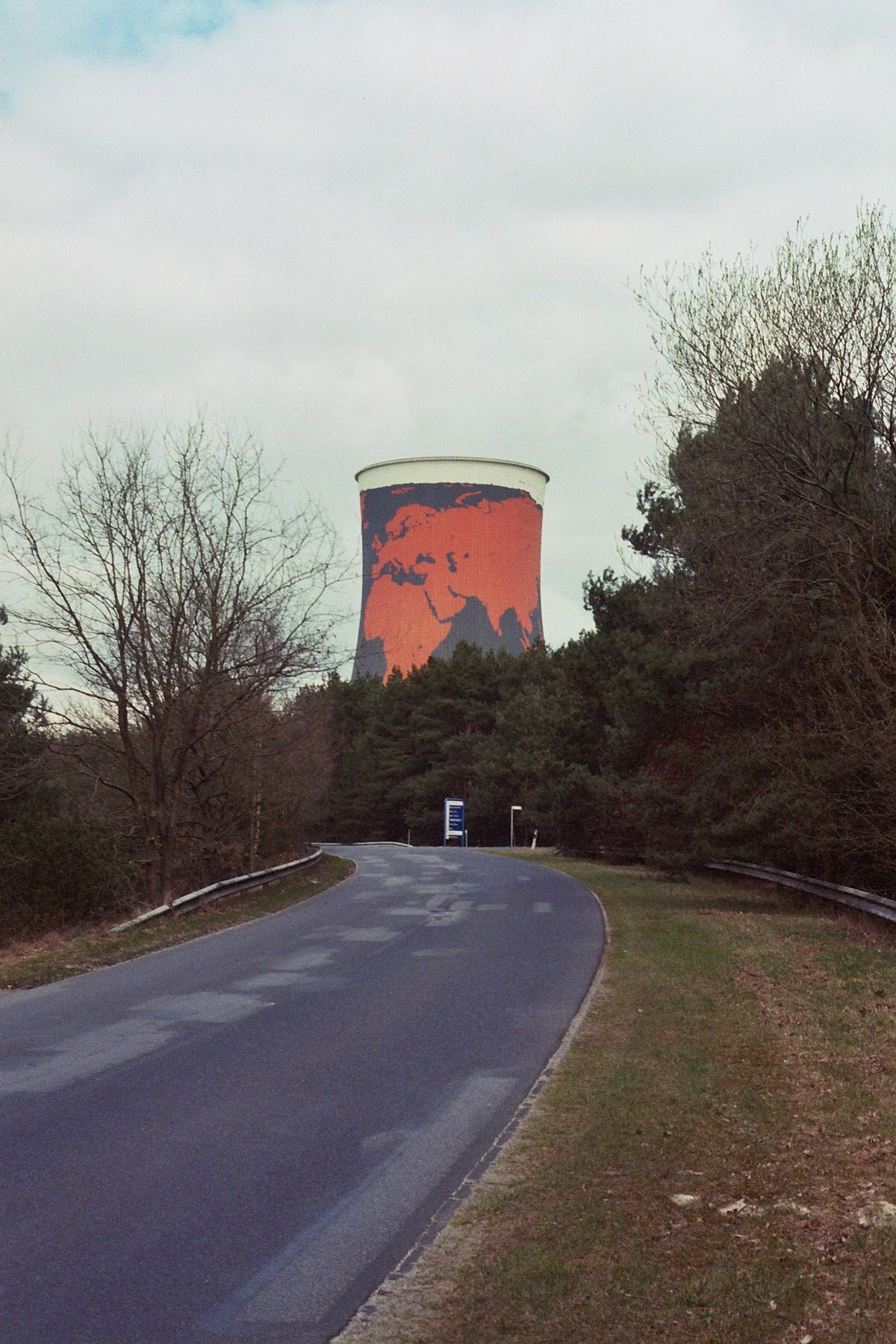
Kühlturm

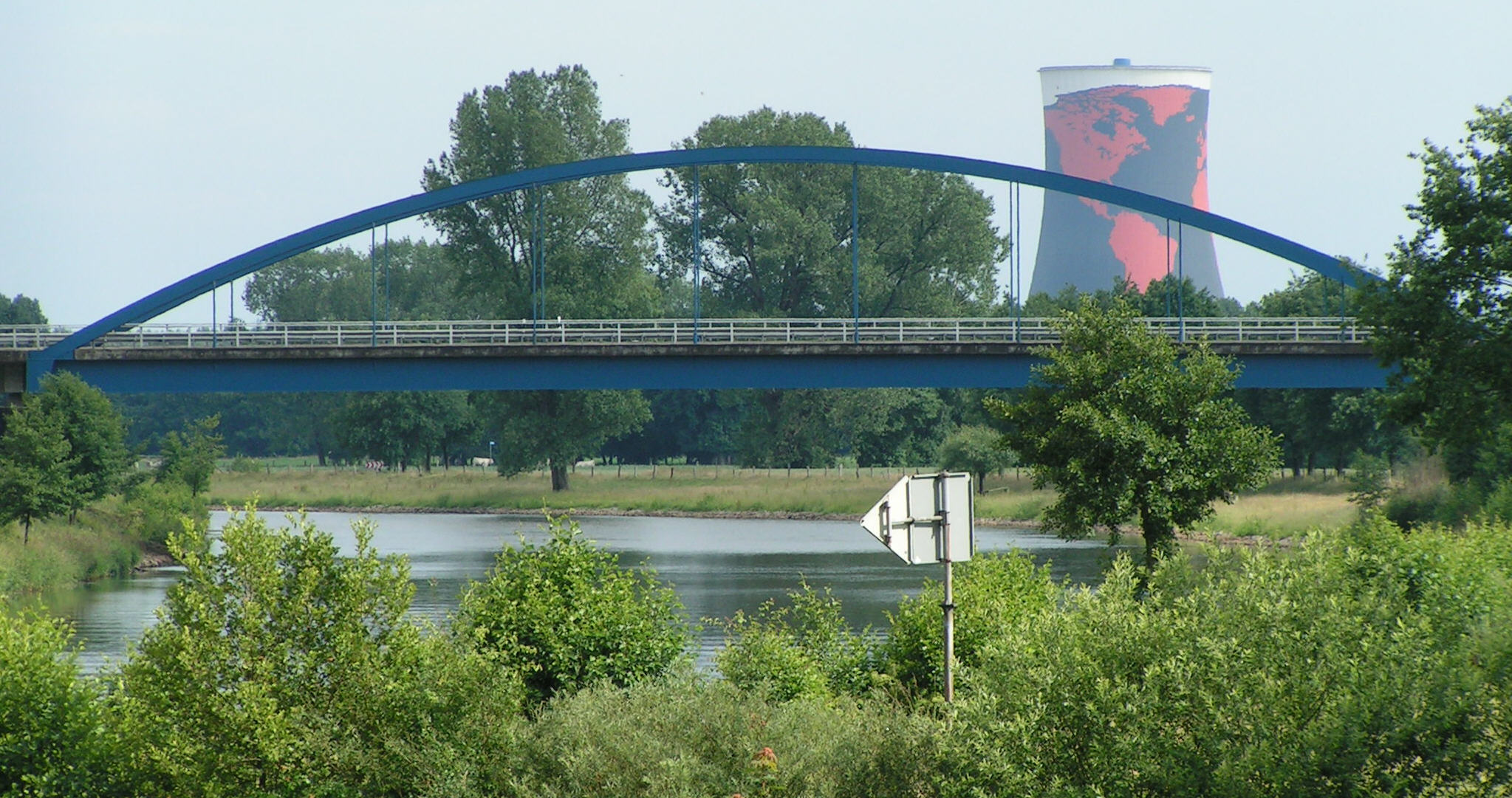
Kühlturm von Haren aus betrachtet

Hüntel hat 2007 322 Einwohner auf einer Fläche von 10,73 km² und gehört zu den Nordstadtteilen Meppens.
Am 1. März 1974 wurde Hüntel in die Kreisstadt Meppen eingegliedert.
Im Frühjahr 2009 wurde auf dem Gelände des ehemaligen Gaskraftwerks der Freizeitpark Funpark Meppen (vergleichbar mit dem Wunderland Kalkar) eröffnet. Besitzer ist der Niederländer Hendrikus van der Most, der auch bereits das Kernkraftwerk Kalkar zum Wunderland Kalkar umgebaut hat. Auf dem Kühlturm des Kraftwerkes ist eine Weltkarte aufgemalt.
Ortsvorsteherin ist Annelene Ewers.

## Einwohnerentwicklung
| Jahr | Einwohner |
| ---- | --------- |
| 1821 | 95        |
| 1848 | 96        |
| 1871 | 93        |
| 1885 | 89        |
| 1905 | 80        |

| Jahr | Einwohner |
| ---- | --------- |
| 1925 | 142       |
| 1933 | 107       |
| 1939 | 177       |
| 1946 | 187       |
| 1950 | 166       |

| Jahr | Einwohner |
| ---- | --------- |
| 1956 | 173       |
| 1961 | 162       |
| 1971 | 274       |
| 2005 | 328       |
| 2007 | 322       |